# Gustaf Westman (designer)
Carl Gustaf Edvin Westman, född 18 december 1993 i Dalsjöfors, är en svensk möbeldesigner.
Westman studerade till arkitekt vid Chalmers och efter tre år inledde han 2018 en praktikperiod på ett arkitektkontor i Stockholm och blev då intresserad av att rita möbler. År 2020 startade han sitt företag och fick snabbt uppmärksamhet för sin design med kurviga linjer och starka färger. Westmans design har blivit populär hos influerare och kända personer både i Sverige och internationellt. Bolaget är som störst i USA. Han har även gjort samarbeten med märken som Nelly.com, Swedish Stockings, Boråstapeter, Halebop och Gina Tricot.
År 2021 vann han i kategorin Årets blickfång i ELLE Deco Design Awards. År 2023 vann han Nöjesguidens Stockholmspris i kategorin Konst.